# Билиарный сепсис (Холангиогенный сепсис)
Билиарный сепсис (Холангиогенный сепсис) - это крайне тяжелое генерализованное заболевание инфекционной природы который развивается на фоне воспалительных локальных инфекций гепатобилиарной системы (гнойный холангит и т.д)
процесс является системной воспалительной реакции возникающая инфекционном процессом в желчевыводящих путях, а также поступлении бактерий в кровоток которая к большой вероятности приведет к септицемии, в свою очередь осложнение вызывает септический шок и резкое падение давления.
в некоторых случаях при долгом течении заболевания развивается органная дисфункция которая сопровождается тяжелым состоянием.
Острый гнойный холангит и билиарный сепсис - это разные проявления инфекционно-воспалительного процесса которые протекают местно и системно.
развитие билиарного сепсиса является достаточно молниеносным и быстрым, попутно развивающиеся абсцессы печени

## Симптомы
к распространенным симптомам относиться фебрильная лихорадка,озноб,тахипноэ,тахикардия,спутанность сознания.
При прогрессировании нарастают симптомы как: артериальная гипотония,дезориентация,олигурия,эндогенная интоксикация

## Летальность
Билиарный сепсис требует немедленной медицинской помощи, без своего временного лечения или вовсе без лечения 99% случаев кончаются летальным исходом.

## Осложнения
Септический шок
Полиорганная недостаточность
Печёночная недостаточность - Нарушение функциональности печени и неспособность выполнения жизненно важных функций
Дисфункции органов

## Классификация

### Классификация по степени тяжести
согласно классификации по степени тяжести рассматриваются три стадии
- Острый холангит (начальная) стадия проявляющиеся ярко выраженными симптомами проявляется в виде незначительным повышением температурой тела,жаром, характерный симптом желчной гипертензии, желтушность,с чем связано повышение билирубина, ухудшается самочувствие пациента проявлением недомогания,слабости
- Билиарный сепсис ( Средняя ) наличие не менее 2 симптомов Синдрома системной воспалительной реакции (ССВР) кроме описанных симптомов сочетается желчная гипертензия и повышение прокальцитонина в крови с естественной симптоматикой.
- Тяжелый билиарный сепсис наличие 2 симптомов  и более признаков ССВР, желчная гипертензия,симптомы полиорганной недостаточности

## Причины
Наиболее распространенной причиной развития заболевания является острый холангит - наиболее самая частая причина,связанна с обтураций    желчевыводящих путей.